# Srpnová neděle (divadelní hra)
Srpnová neděle je lyrické drama (lyrická tragikomedie) českého básníka Františka Hrubína. Měla premiéru v Národním divadle v dubnu roku 1958. Hra je rozdělena na tři akty a odehrává se během jediného letního dne v prostředí rybníka. Ústředním motivem celé hry je pocit odcizení lidí, kteří u rybníka tráví srpnový den. Název díla je inspirován dnem, kdy se děj odehrává, tedy jednou srpnovou nedělí.

## Děj
Hra Srpnová neděle začíná autorovými verši ze sbírky Můj zpěv.
Srpnová neděle se odehrává během jednoho srpnového dne, od rána do půlnoci u jihočeského rybníka Hejtman. K třeboňskému rybníku Hejtman přijíždějí rekreanti z Prahy.
V prvním dějství se seznamujeme s manželi Vachovými. Paní Vachová neustále něco plete, stejně jako se nesmyslně plete lidem do jejich životů. Zvláště pak do života paní Mixové, která přijela se svou neteří Zuzkou také na dovolenou k rybníku. Do Písečné přijíždí i redaktor Alfréd Morák, který přijel z Prahy za paní Mixovou, manželkou svého kamaráda ze školy. S tou se již rok tajně schází.  Paní Mixová však nebyla vůbec informována o Morákově úmyslu přijet do Písečné, neboť telegram, který ji poslal, místní pošta stále nedoručila, a z Morákova příjezdu je překvapena. Manžel paní Mixové také přijel za svou ženou, ale hned v úvodu hry se manželé nepohodli, a tak pan Mixa odjel zpět do Prahy. Mixová tedy zůstává pouze se svou neteří Zuzkou, která je tajně zamilována do mladého Jirky. Dále se v tomto dějství seznamujeme s postavou poštmistra. Ten je tajným a naivním obdivovatelem paní Mixové. Ve hře organizuje zdobení hráze lampióny na večerní slavnost.
V druhém dějství již zapadá slunce a nastává večer. Na hrázi se rozsvěcují lampióny a začíná hrát vesnická hudba, při které se začínají scházet místní. Na břehu rybníka se setkávají paní Mixová s Morákem. Paní Mixová se snaží Morákovi vysvětlit, že důvodem hádky s jejím mužem bylo přiznání, že se stýká s Morákem. Morák je z tohoto zjištění vyveden z míry a vytahuje dopis, který Mixové napsal, ale ta ho číst odmítá. Nastává tedy hádka mezi Morákem a Mixovou. Paní Mixová vytýká Morákovi třeba to, že se bojí sebe samého. Morák tedy utíká a na konec tohoto dějství přichází Jirka, který s paní Mixovou popíjí láhev vína.
Ve třetím dějství, za teplé letní noci, se paní Mixová snaží koketovat s mladým Jirkou u skleničky vína. To trápí Zuzku, které si Jirka vůbec nevšímá a raději popíjí víno s její tetou. V lese se Zuzka potká s Morákem, který se jí vzápětí snaží políbit, ale nepovede se mu to. Zuzka utíká pryč a zpovzdálí přichází rozzlobená Mixová, která všechno viděla. Až zde se dozvídáme pravý důvod Morákovy návštěvy. Sděluje Mixové, že si bere Slávku, svou bytnou, která je těhotná. Morák se chce usadit, protože před ní nemusí nic předstírat, zatímco on a Mixová žijí jen ve lži.
Mixová je zmatená a skáče vzápětí do rybníka. Morák stojí na břehu a nijak nereaguje, protože neumí plavat. K dění přiběhne mladý Jirka, který se domnívá, že do vody skočila Zuzka. Mixové se naštěstí nic nestane, dojde pouze k trapnému momentu, kterému všichni ze břehu přihlíží.

## Přijetí díla
Hrubínova Srpnová neděle, která měla premiéru v Národním divadle v dubnu 1958, byla už při premiéře chápána jako vybočení z dramatického kánonu 50. let. Do té doby byly v divadlech hrány spíše hry budovatelské, zobrazující život prostých dělníků. Hrubín ve své době vzbudil velkou pozornost, protože jeho hra najednou nic neagitovala.
Hra byla přijata s velkými sympatiemi. Bohuslav Hoffmann konstatoval, že Hrubín nastavil ve své hře zrcadlo době. Hoffmann tak upozorňuje, že ve hře lze vidět „tupou přízemnost živnostenského maloměšťáctví (v postavách Vachových), tak i papírovou prázdnotu lampionového optimismu socialismu (Poštmistr)“, a oproti tomu také „spontánní, přirozené mládí, jež jediné bylo schopno naplnit moto hry“.
V dobovém tisku se však objevily i kritické ohlasy. Srpnové neděli byl vytýkán zejména nedostatek dramatičnosti – dle kritiky jí chyběl zásadní dramatický konflikt. Alena Štěrbová ale podotkla, že „Hrubín nahradil konfliktní situace dramatickým dialogem, nevytvořil napětí fabulační linií, nýbrž stavbou dialogu“.

## Interpretace
Srpnová neděle je divadelní hra, která byla chápána spíše jako hra básnická.  K poetickému tónu hry přispívá jeho atmosféra, přírodní prostředí či například přítomnost hudby. Čtenáři navozuje hra lyrický pocit už jen tím, že je ve hře potlačena dějovost a je zde přítomna náladová atmosféra.
Josef Strnadel nastínil Srpnovou neděli takto: „Scénu ovládla lyrika, jako by se na ní rozestřel klid jihočeských vodních hladin v podvečer, který voní medem, a zároveň tam vkročil horký dnešek s mučivými otázkami sužujícími člověka, který se octl v duchovním i mravním bezcestí.“
František Hrubín, známý převážně jako autor lyriky, hledal stěžejní pilíř pro vystavění svého prvního dramatu, který pro něj byl prostředím dříve neprobádaným a prostředím zcela novým. V Srpnové neděli se stala strůjcem dramatického napětí postava Moráka. Jak již zmínil Karel Kraus, Morák zastupuje spisovatele, promarněnou inteligenci, který se cítí být zrazen dobou, ve které žije. Stěžuje si na vše kolem sebe, ale nic nedělá pro to, aby to změnil. Postavil si své hradbičky, za kterými žije, kritizuje svět venku a společnost jen proto, že se cítí být obětí. Nicméně Kraus tvrdí, že Morák sám se ke společnosti otočil zády. Na postavě Moráka Hrubín upozorňuje na otázku postavení umělce ve společnosti. Chce ukázat, že tento zbytečný, zbabělý a bezmocný člověk nemůže nic vytvořit, nemůže nikomu pomoci. Tato postava v díle zobrazuje symbolický obraz zbytečného člověka, který nechce a ani nemůže obohatit společnost.

## Promluvy
V Srpnové neděli spolu vedou postavy netradiční promluvy. Právě tyto promluvy, označované jako monologizovaný dialog, dokreslují atmosféru Srpnové neděle, ve které i sám redaktor Alfréd Morák tvrdí, že žijeme dobu monologů. Monologizovaný dialog v Srpnové neděli lze interpretovat podle Františka Všetičky jako přehradu mezi lidmi. Lidé už nemohou nalézt společnou řeč a nejsou schopni společné komunikace, jelikož každý hovoří jen sám pro sebe a nedovede se soustředit na hovor druhých. Postavy jsou zabrány pouze do svých problémů.
V prvním aktu lze vidět, jak se lidé mezi sebou neposlouchají. Ve druhém aktu se ale dozvídáme, že postavy si ani nejsou schopné rozumět. Ve třetím aktu dochází ještě k většímu stupňování, kdy už jsou postavy pod určitým tlakem, zasažené únavou a rozčarováním z večerní slavnosti. Napětí mezi postavami už znemožňuje jakýkoliv pokus o dorozumění.

## Filmová adaptace
Po uvedení hry Srpnová neděle v divadle brzy došlo k stejnojmennému  filmovému, televiznímu i rozhlasovému zpracování. 
Premiéra filmového ztvárnění se konala 12. května 1961 (film byl natočen roku 1960).
Režisérem byl Otakar Vávra, který napsal scénář společně s Otomarem Krejčou a Františkem Hrubínem. Herecké obsazení hlavních rolí bylo, až na pár výjimek, stejné jako u divadelního ztvárnění. Karel Höger si zahrál postavu Moráka, Vlasta Fabianová postavu Mixové, Jiřina Šejbalová a Bohuš Záhorský hráli roli Vachových a Luděk Munzar ztvárnil postavu mladého Jirky. Pouze Radovana Lukavského nahradil v roli poštmistra Miloš Nedbal a roli Zuzky si místo Marie Tomášové zahrála Miriam Hynková. Hudbu složil Václav Trojan a scénu vytvořil Josef Svoboda.